# Curva de calefacción

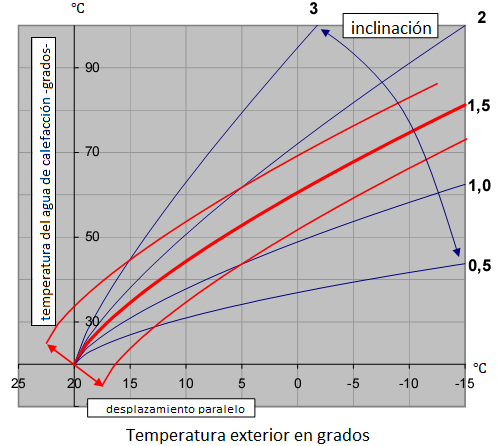
Curvas de calefacción.
- Calefacción de Suelo radiante (baja temperatura de impulsión, entre 35º y 45º): curvas entre 0,2 y 0,5
* Calefacción por Radiadores (baja y alta temperatura): curvas entre 1,0 y 1,6. Dependiendo del grado de aislamiento y las condiciones del tiempo. Edificios bien aislados: curvas de 1,0 a 1,2; edificios mal aislados: 1,4 a 1,6
- Calefacción por convectores y ventiladores (alta temperatura): curvas entre 2,0 y 3,0.

Una curva de calefacción, curva característica de calefacción o curva de calentamiento describe la relación entre una temperatura exterior y la temperatura de impulsión o de flujo del líquido, normalmente agua, asociada a un circuito de calefacción.
La curva tiene por objeto el control de la caldera o generador para que caliente las estancias de un edificio o vivienda a una temperatura confortable y lo más constante posible aunque cambien las temperaturas exteriores. La temperatura del agua de la calefacción aumenta cuando la temperatura exterior disminuye y viceversa. La curva deberá ajustarse dependiendo del tipo de caldera, calefacción (suelo radiante, radiadores, ventiloconvector), de las temperaturas exteriores, de la estación del año así como del grado de aislamiento térmico del edificio o vivienda.

## Curva de calefacción, confort y ahorro
La trayectoria de la curva de calentamiento es ligeramente curvada, ya que la disipación térmica de las superficies de calentamiento no es lineal a diferentes temperaturas. Una curva de calefacción correctamente ajustada garantiza una reducción de las pérdidas de calor, un mejor control de la temperatura ambiente para un confort higrotérmico y una mejor sensación térmica y también un ahorro de energía. La norma UNE considera temperaturas de confort en invierno entre 21 y 23 grados celsius. No obstante cada persona tiene una percepción diferente de la temperatura ambiente en la que se siente cómoda, por lo que un  ajuste del sistema considerado "normal" puede ser cómodo para una persona, demasiado cálido para la siguiente y demasiado frío para otra.

## Parámetros de la curva de calefacción
La curva de calefacción está influida por varios parámetros. Ya que es difícil calcular inicialmente todos los parámetros individualmente, es aconsejable hacerlo probándolos durante el funcionamiento del sistema hasta alcanzar el ajuste más idóneo, que puede requerir modificaciones si las condiciones climáticas cambian. Los sistemas informáticos permiten el control automático siempre y cuando se contemplen adecuadamente todas las variables a lo largo del período de calefacción. No obstante siempre se requiere la supervisión técnica y comprobación del funcionamiento.

### Punto base - origen de las coordenadas
El punto base u origen de las coordenadas es el punto de partida de la curva de calentamiento, que puede modificarse. Habitualmente en las gráficas de curvas de calefacción el punto base se sitúa en 20 grados centígrados. Hay que considerar que a temperaturas exteriores superiores a 15 o 16 grados la temperatura de flujo del agua de calefacción puede no alcanzar la temperatura que permita una transmisión de calor o emisión de calor eficiente por lo que es importante establecer adecuadamente la temperatura de corte exterior según el sistema de calefacción (suelo radiante a bajas temperatura o radiadores a baja o alta temperatura) -18 o 19- así como la temperatura mínima de impulsión del agua caliente en el circuito para que se produzca una transmisión de calor óptima: 35 grados celsius en suelo radiante, 40 en baja temperatura y 47 en alta temperatura.

### Corte de calefacción por temperatura exterior
El corte de la calefacción por aumento de la temperatura exterior o límite de calentamiento se produce cuando el sensor o sonda de temperatura exterior alcanza la temperatura previamente establecida de corte de calefacción. El regulador desconecta el sistema de calefacción y lo vuelve a encender cuando la temperatura baja de nuevo.
No hay una temperatura de corte o un límite de calentamiento único, pero si se considera que una temperatua de confort compatible con el ahorro está entre los 21 y 23 grados (cada aumento de 1 grado en el interior aumenta un 7% el consumo) teniendo en cuenta la inercia de las viviendas, la temperatura exterior para el corte automático de la calefacción debería estar alrededor de 18 o 19 grados centígrados. Además se deben considerar los coeficientes de emisión térmica (dependiendo de los sistemas de calefacción) ya que con temperaturas de impulsión del agua de calefacción bajas, la transmisión de calor puede ser casi nula y estará en funcionamiento la calefacción sin proporcionar apenas calor.

### Temperatura mínima y máxima de impulsión
Se pueden establecer tanto una temperatura máxima como la temperatura mínima de impulsión:
- Temperatura mínima de impulsión: dependiendo del tipo de calefacción y radiadores se establece una temperatura mínima de impulsión independientemente de la que indique la curva de calefacción elegida. Esta temperatura debe garantizar la eficiencia del sistema ya que una temperatura muy baja puede suponer un consumo excesivo para la transmisión de calor obtenida. Esta variable puede estar vinculada a la temperatura de corte ya que en temperaturas de impulsión bajas puede ser eficiente el corte de la calefacción.
- Temperatura máxima de impulsión: también dependiendo del tipo de calefacción y radiadores se establece una temperatura máxima de impulsión independientemente de la que ordene la curva de calefacción. Hay que tener en cuenta la transmisión de calor así como las temperaturas de máximo rendimiento de las calderas o sistema de calefacción.

La temperaura mínima y máxima de impulsión pueden reflejarse en la gráfica de la curva de calefacción mediante líneas horizontales.

### Temperatura exterior y viento en la curva de calefacción

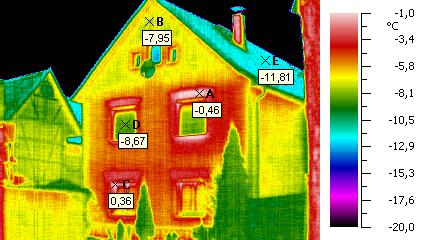
Fotografía infrarroja tomada en invierno en la que se aprecian las pérdidas de calor por transmisión de un edificio. Máxima pérdida en zonas rojas y anaranjadas donde es mayor la temperatura superficial y por tanto mayores las pérdidas.

La curva de calentamiento se ajusta mediante el regulador de calefacción (actualmente telemático). Con la ayuda de una sonda de temperatura exterior, además de la selección de otros variables o parámetros, se establece el nivel de la temperatura de flujo del agua caliente que circulará por el circuito de calefacción. También puede tenerse en cuenta la velocidad del viento y la posibilidad de automatizar su influencia mediante la instalación de un anemómetro.
Los sistemas de control de edificios de gran tamaño pueden tener diversas zonas de calefacción diferenciadas, con necesidades específicas y más variables a tener en cuenta: orientación, radiación solar, aislamiento térmico, necesidades de calefacción distintas e incluso variables que consideren el pronóstico del tiempo.

### Inclinación o pendiente de la curva
La pendiente determina en qué medida un cambio en la temperatura exterior causa un cambio en la temperatura de flujo del agua de la calefacción. Los valores típicos para un sistema de calefacción convencional de radiadores (a baja o alta temperatura) son de 1,0 a 1,6 si bien pueden ser superiores en zonas extremas. Un valor de 1,5 en la pendiente de la curva significa que un cambio en la temperatura exterior de 1 °C causa un cambio promedio en la temperatura de flujo de 1,5 °C. La pendiente depende del sistema de calefacción utilizado y de las necesidades térmicas de las habitaciones. Una curva de calefacción más plana con valores entre 0,2 y 0,5 es típica para la calefacción por suelo radiante o pared radiante con un aislamiento térmico medio. Si los edificios están muy bien aislados la inclinación puede estar entre 0,1 y 0,2; si están deficientemente aislados las curvas estrán entre 1,4 y 1,6.

### Desplazamiento paralelo o nivel
En ocasiones es adecuado el desplazamiento paralelo de la curva o nivel -sin modificar la inclinación- para así influir de manera distinta sobre el comportamiento de la temperatura del agua de la calefacción; ya sea para se baje la respuesta a temperaturas exteriores altas y suba en las bajas o viceversa. Algunos sistemas permiten la activación del desplazmiento paralelo durante un determinado período del día o de la noche. Así, cuando por la noche se produce un descenso de temperaturas se activa el desplazamiento paralelo hacia abajo o retroceso nocturno que mantendrá unas temperaturas más bajas del flujo que la curva inicial. No existe un valor normalizado ya que, dependiendo de la localización geográfica y de otras variables, puede ser necesario mantener la calefacción encendida por la noche  (zonas muy frías o zonas de montaña) o, en su caso, requerir desplazamientos diferentes ajustados a las necesidades del edificio.

### Ajuste de los parámetros
Durante el ajuste fino, las válvulas termostáticas de los radiadores deben estar completamente abiertas en la estancia de referencia considerada (que debe ser normalmente el espacio vital más frío y desfavorable). Si las válvulas termostáticas no están completamente abiertas no es posible saber si no se llega a alcanzar la temperatura de confort con la curva del sistema por lo que habría que subirla o si se produce un exceso de temperatura que obligaría a bajar la curva. El objetivo es conseguir una curva de calefacción lo más plana y baja posible, es decir, una curva de calefacción suficiente para calentar las habitaciones sin que las válvulas tengan que cerrarse y sin que influya el calor exterior. Cuanto más plana es la curva y, por lo tanto, menor es la temperatura de flujo, menores son las pérdidas del sistema y, por lo tanto, también el consumo de energía.
La pendiente de la curva de calentamiento debe ajustarse a temperaturas exteriores por debajo de 0 °C, y el desplazamiento paralelo debe ajustarse a temperaturas por encima de 5 °C. Para ello, todas las válvulas de radiador se ajustan a la temperatura ambiente deseada. Durante un período de 1 a 2 días se comprueba si se acaba de alcanzar la temperatura interna deseada; en caso necesario, se modifican los parámetros. En cada caso se reduce la rigidez y el desplazamiento paralelo, o bien se aumenta en consecuencia si las temperaturas internas son demasiado bajas. 
Dado que la curva de calefacción a menudo solo se fija en los valores prefijados de seguridad durante la creación del sistema, es esencial que el operador del sistema compruebe la curva de calefacción y la ajuste una vez instalada y también periódicamente.
Procedimiento de ajuste
- Si la temperatura interior resulta demasiado baja se deberá aumentar el desplazamiento paralelo.
- Si la temperatura interior es demasiado baja en los días fríos se deberá aumentar la pendiente (inclinación).
- Si la temperatura interior es demasiado baja durante el período de transición pero adecuada en los días fríos se deberá aumentar el desplazamiento paralelo y disminuir la pendiente.
- Si la temperatura interior es demasiado alta durante el período de transición, pero adecuada en los días fríos se deberá bajar el desplazamiento paralelo y aumentar la pendiente (inclinación).[2]

### Otros parámetros a tener en cuenta
- Equilibrado hidráulico. El equilibrado hidráulico es el ajuste óptimo de los caudales en cada parte del sistema o radiador (mediante la regulación de válvulas principales del sistema y/o los detentores de cada radiador). Permite un confort mayor y un ahorro energético.[7]
- Ajuste de la bomba de circulación. Lo ideal es la instalación de una bomba electrónica que realice el ajuste automático de la velocidad del flujo (circulación del agua) adaptándose a la potenica. Se recomienda para sistemas de potencia superior a 25 kW.
- Histéresis. La histéresis es la diferencia de temperaturas establecida automáticamente entre el encendido y el apâgado o  el apagado y el encendido del sistema de calefacción. Así, la sonda de temperatura ordena el encendido de la calefacción cuando hace demasiado frío (se alcanza una temperatura fijada) y lo apaga cuando hace suficiente calor (se llega a la temperatura establecida. Para que el encendido y apagado no sea en bucle se determina un rango de temperatura (alrededor de 1 grado) para que vuelva a considerar la siguiente acción, ya sea apagado o encendido. Así, si la temperatura de corte o apagado se establece en 19 grados (temperatura exterior) y la histéresis en 1 grado el sistema se apagará al alcanzar los 19 grados y se volverá a encender a los 18. Sin la hitéresis el controlador no sabría si conectar o desconectar el sistema o se encendería y apagaría muy rápidamente, lo que reduciría la vida útil de relés, bomba, válvulas y otros mecanismos conectados. Cada regulador necesita una temperatura de conexión y desconexión diferente.[2]
- Emisión calorífica. La emisión calorífica dependerá del modelo de radiador y del salto térmico. Cada tipo de radidador tienen un rango más eficiente de emisión que debe tenerse en cuenta para establecer las temperaturas mínimas y máximas de impulsión.[8]
- Salto térmico (∆t). Es la diferencia entre la temperatura media del radiador (de entrada y salida del agua) y la temperatura ambiente. Así para una temperatura media de un radiador de 61 si la temperatura ambiente son 21 el salto térmico es de 40 grados. A mayor salto térmico mayor emisión calorífica y mayor consumo. Esta variable debe considerarse junto con la franja de temperaturas de mejor rendimiento calorífico de los radiadores para lograr la máxima eficiencia.[8]